# Poecilimon adentatus
Poecilimon adentatus är en insektsart som beskrevs av Willy Adolf Theodor Ramme 1933. Poecilimon adentatus ingår i släktet Poecilimon och familjen vårtbitare. Inga underarter finns listade i Catalogue of Life.